# おんかいくん
おんかいくんは、フリーの音声解析ソフトである。科学技術振興機構による「科学館 学校連携強化資料の開発・普及」事業の広島地区運営委員会で開発された。
リアルタイムで音の波形やスペクトルの表示ができる上に、音の高さをピアノの鍵盤に対応させて表示できる。パソコンを通じて、自分の声を通して音の大きさ・高さ・音色の概念を身につけられる教材として開発された。かつては、広島市こども文化科学館では公式ページや、長崎教育センターの高等学校の公開授業教材としても採用されていた。

## 機能
- 音の再生、録音、ミキシングが可能
- 音の再生・録音をしながら、波形やフーリエ変換の結果をリアルタイムに表示可能、またピアノの鍵盤による音の高さの位置を表示する。
- 表示されているFFTの結果を直接ミキサーにいれる

## 動作環境
NEC LaVieNX LT23/3（pentiumII233）、NEC VALUESTAR NX VS30/3（pentiumII300）等では動作確認済み。メモリは64M以上推奨。